# Provincia Carbonia-Iglesias
Carbonia-Iglesias era o provincie în regiunea Sardinia în Italia din 2001 până în  2016.